# Monotoma brevicollis
Monotoma brevicollis är en skalbaggsart som beskrevs av Aubé 1837. Monotoma brevicollis ingår i släktet Monotoma, och familjen gråbaggar. Arten är reproducerande i Sverige.